# Neufahrn in Niederbayern
Neufahrn in Niederbayern település Németországban, azon belül Bajorországban. Lakosainak száma 4538 fő (2023. december 31.). Neufahrn in Niederbayern Rottenburg an der Laaber és Hohenthann községekkel határos.

## Népesség
A település népessége az elmúlt években az alábbi módon változott:
| Lakosok száma | 600  | 2117 | 2203 | 3133 | 3886 | 3943 | 4036 | 4161 | 4385 | 4538 |
|               | 1875 | 1950 | 1975 | 1987 | 2012 | 2014 | 2016 | 2017 | 2021 | 2023 |